# 데블스 플랜
"데블스 플랜"(영어: The Devil's Plan)은 2023년 공개된 대한민국의 리얼리티 경쟁 프로그램이다. 첫 번째 시즌은 2023년 9월 26일부터 10월 6일에 공개되었다. 12명의 참가자가 현금 상금을 얻기 위해 협력 및 경쟁 게임에서 경쟁한다. 두 번째 시즌인 "데블스 플랜: 데스룸"은 2025년 5월 공개되었다.

## 시즌 1

### 참가자
| 이름        | 직업                        |
| ----------- | --------------------------- |
| 곽준빈      | 유튜버                      |
| 궤도        | 천문학자, 과학 커뮤니케이터 |
| 기욤 패트리 | 프로게이머                  |
| 김동재      | 대학생, 포커 선수           |
| 박경림      | 방송인                      |
| 서동주      | 미국 변호사                 |
| 서유민      | 미국 정형외과 의사          |
| 부승관      | 가수                        |
| 이시원      | 배우                        |
| 이혜성      | 아나운서                    |
| 조연우      | 바둑 선수                   |
| 하석진      | 배우                        |

### 에피소드
| 번호 | 제목   | 본 방송 날짜     |
| ---- | ------ | ---------------- |
| 1    | "1화"  | 2023년 9월 26일  |
| 2    | "2화"  | 2023년 9월 26일  |
| 3    | "3화"  | 2023년 9월 26일  |
| 4    | "4화"  | 2023년 9월 26일  |
| 5    | "5화"  | 2023년 10월 3일  |
| 6    | "6화"  | 2023년 10월 3일  |
| 7    | "7화"  | 2023년 10월 3일  |
| 8    | "8화"  | 2023년 10월 3일  |
| 9    | "9화"  | 2023년 10월 3일  |
| 10   | "10화" | 2023년 10월 10일 |
| 11   | "11화" | 2023년 10월 10일 |
| 12   | "12화" | 2023년 10월 10일 |

## 시즌 2

### 참가자
| 이름         | 직업                      |
| ------------ | ------------------------- |
| 강지영       | 아나운서                  |
| 규현         | 가수                      |
| 김하린       | 성형외과 의사             |
| 박상연       | 대학생                    |
| 세븐하이     | 포커 플레이어             |
| 손은유       | 기업 인수합병 전문 변호사 |
| 윤소희       | 배우                      |
| 이세돌       | 바둑 기사                 |
| 이승현       | 미스코리아                |
| 저스틴 H. 민 | 배우                      |
| 정현규       | 인플루언서                |
| 최현준       | 모델                      |
| 츄           | 가수                      |
| 티노         | 보드게임 유튜버           |

## 수상 및 후보
| 상               | 연도 | 부문                   | 대상자        | 결과 | 참고        |
| ---------------- | ---- | ---------------------- | ------------- | ---- | ----------- |
| 청룡시리즈어워즈 | 2024 | 예능 부문 최우수작품상 | "데블스 플랜" | 후보 | [ 1 ] [ 2 ] |
| 청룡시리즈어워즈 | 2024 | 신인남자예능인상       | 곽준빈        | 수상 | [ 1 ] [ 2 ] |